# Jamshid Mahmoudi
Jamshid Mahmoudi (persa: جمشید محمودی, nascut el 1983) és un director, guionista i productor de cinema afganès. Mahmoudi és força conegut per Chand metre moka'ab eshgh (2014) i Rona, Madar-e Azim (2018). Mahmoudi va néixer el 1983 a Parvan, Afganistan. He is the brother of Navid Mahmoudi.

## Filmografia

### Pel·lícules
| Any  | Títol                     | Director | Guionista | Productor | Notes |
| ---- | ------------------------- | -------- | --------- | --------- | --- |
| 2014 | Chand metre moka'ab eshgh | Sí       | Sí        | No        | Seleccionada com a entrada afganesa a la millor pel·lícula en llengua estrangera als Premis Oscar de 2014 |
| 2016 | Raftan                    | No       | Sí        | Sí        | Seleccionada com a entrada afganesa a la millor pel·lícula en llengua estrangera als Premis Oscar de 2016 |
| 2018 | Rona, Madar-e Azim        | Sí       | Sí        | No        | Seleccionada com a entrada afganesa a la millor pel·lícula en llengua estrangera als Premis Oscar de 2018 |
| 2019 | Seven and a Half          | No       | No        | Sí        | |
| 2020 | Mordan dar abe motahhar   | No       | No        | Sí        | |

### Vídeo casolà
| Any        | Títol         | Director | Guionista | Productor | Notes                  |
| ---------- | ------------- | -------- | --------- | --------- | ---------------------- |
| A anunciar | The Lion Skin | Sí       | Sí        | Sí        | distribuït per Filmnet |

### Televisió
| Any       | Títol                    | Director | Guionista | Notes              | Cadena   |
| --------- | ------------------------ | -------- | --------- | ------------------ | -------- |
| 2010      | It could be The last one | Sí       | Sí        | Telefilm           | IRIB TV5 |
| 2017–2018 | Awning                   | Sí       | No        | Sèrie de televisió | IRIB TV2 |
| 2019      | Sweetheart               | Sí       | No        | Sèrie de televisió | IRIB TV2 |